# Idriella desertorum
Idriella desertorum är en svampart som beskrevs av Nicot & Mouch. 1972. Idriella desertorum ingår i släktet Idriella och familjen Helotiaceae.   Inga underarter finns listade i Catalogue of Life.